# Hurter & Driffield

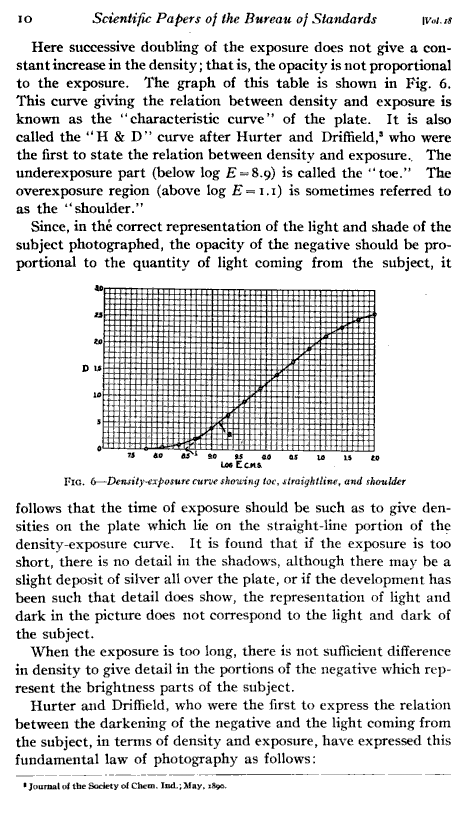
H&D-Kurve in der Sensitometrie

Ferdinand Hurter (1844–1898) und Vero Charles Driffield (1848–1915) waren Wissenschaftler des 19. Jahrhunderts auf dem Gebiet der Fotografie. Sie untersuchten die Fotografie quantitativ und verwendeten Methoden der Sensitometrie und Densitometrie.

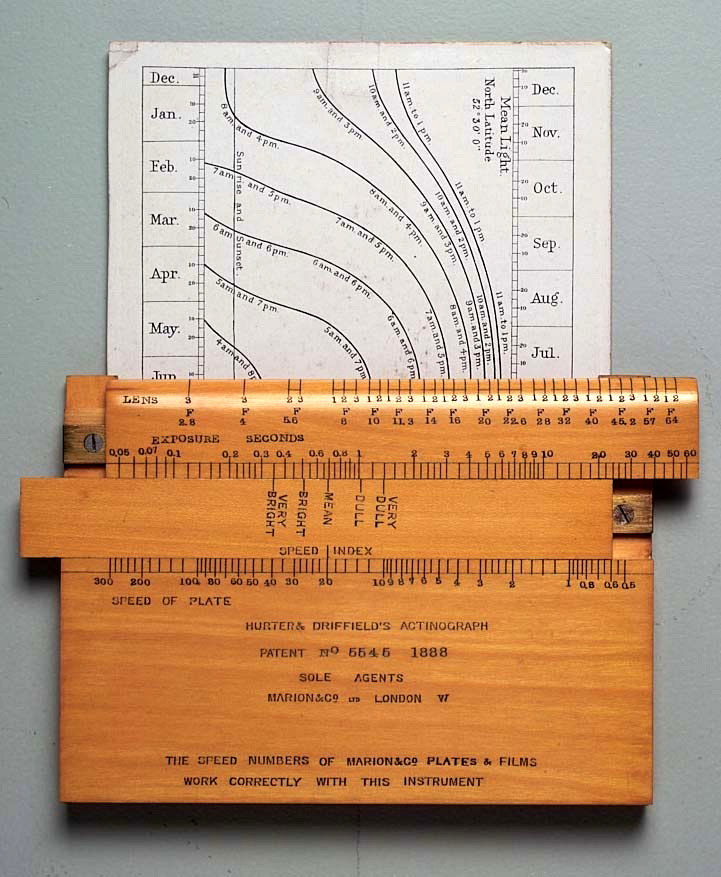
Actinograph nach Hurter & Driffield.

Zu ihren Erfindungen gehörte ein Gerät, mit dem man die Belichtungsparameter abschätzen konnte, der „Actinograph“.
Sie untersuchten unter anderem Nichtlinearitäten bei sehr kurzen und sehr langen Belichtungszeiten.
Nach ihnen wurde eine Einheit zur Bestimmung der Filmempfindlichkeit von fotografischen Platten benannt, H&D.